# 시공간 대수
시공간 대수(영어: Spacetime algebra)는 관성계에 해당하는 시공간의 수학적 모형인 민코프스키 공간과 연관된 클리퍼드 대수의 일종인 {\displaystyle {\text{Cl}}_{1,3}(\mathbb {R} )} 또는 동등하게 기하적 대수 {\displaystyle G(M^{4})}를 수리물리학에서 일컫는 단어다. 데이비드 헤세테네스에 따르면 시공간 대수은 특수 상대성이론 및 상대론적 시공간의 기하학과 특히 밀접하게 연관될 수 있다.
시공간 대수는 벡터 뿐만 아니라 쌍벡터(면적 또는 회전과 같은 특정 평면과 관련된 지시된 양) 또는 블레이드 (특정 초부피와 관련된 양)가 결합되고 로런츠 부스트, 회전, 반사를 허용하는 선형 공간이다. 또한 특수 상대성 이론에서 스피너를 포함하는 자연스러운 상위 대수이다. 이러한 속성 때문에 물리학에서 중요한 많은 방정식들을 단순한 형태로 표현할 수 있으며, 그 의미를 보다 기하학적으로 이해하는 데 큰 도움이 될 수 있다.

## 구조
시공간 대수는 시간꼴 벡터 {\displaystyle \gamma _{0}}와 세 개의 공간꼴 벡터들 {\displaystyle \gamma _{1},\gamma _{2},\gamma _{3}}이 이루는 직교 기저와 다음 곱셈 규칙
{\displaystyle \gamma _{\mu }\gamma _{\nu }+\gamma _{\nu }\gamma _{\mu }=2\eta _{\mu \nu }}
으로부터 구축될 수 있다. 여기서 {\displaystyle \eta _{\mu \nu }}는 부호수 (+ − − −)인 민코프스키 계량이다.
따라서, {\displaystyle \gamma _{0}^{2}={+1}}, {\displaystyle \gamma _{1}^{2}=\gamma _{2}^{2}=\gamma _{3}^{2}={-1}}이고, 그렇지 않으면 {\displaystyle \gamma _{\mu }\gamma _{\nu }=-\gamma _{\nu }\gamma _{\mu }}이다.
기저 벡터 {\displaystyle \gamma _{k}}는 이러한 성질은 디랙 행렬과 동일하지만 시공간 대수에서 행렬 표현을 사용할 필요는 없다.
이눈 1개의 스칼라 {\displaystyle 1}, 4개의 벡터들{\displaystyle \gamma _{0},\gamma _{1},\gamma _{2},\gamma _{3}}, 6개의 쌍벡터들 {\displaystyle \gamma _{0}\gamma _{1},\,\gamma _{0}\gamma _{2},\,\gamma _{0}\gamma _{3},\,\gamma _{1}\gamma _{2},\,\gamma _{2}\gamma _{3},\,\gamma _{3}\gamma _{1}}, 4개의 유사벡터들 {\displaystyle i\gamma _{0},i\gamma _{1},i\gamma _{2},i\gamma _{3}} 하나의 유사스칼라 {\displaystyle i} 로 이뤄진 기저를 생성한다. 여기서 {\displaystyle i=\gamma _{0}\gamma _{1}\gamma _{2}\gamma _{3}}.

## 상호 틀
직교 기저와 연관된 {\displaystyle \{\gamma _{\mu }\}}는 {\displaystyle \mu =0,\dots ,3}에 대해 {\displaystyle \{\gamma ^{\mu }={\gamma _{\mu }}^{-1}\}}이며
{\displaystyle \gamma _{\mu }\cdot \gamma ^{\nu }={\delta _{\mu }}^{\nu }}
가 성립하는 상호 기저이다.
이러한 상호 틀 벡터는 부호만 다르다. {\displaystyle k=1,\dots ,3}에 대해 {\displaystyle \gamma ^{0}=\gamma _{0}}, {\displaystyle \gamma ^{k}=-\gamma _{k}}.
벡터는 아인슈타인 표기법에 따라 {\displaystyle \mu =0,\dots ,3}에 대한 합인 위 또는 아래 첨자 좌표 {\displaystyle a=a^{\mu }\gamma _{\mu }=a_{\mu }\gamma ^{\mu }}로 표시될 수 있다. 여기서 좌표는 기저 벡터 또는 그 역수로 내적을 취하여 추출할 수 있다.
{\displaystyle {\begin{aligned}a\cdot \gamma ^{\nu }&=a^{\nu }\\a\cdot \gamma _{\nu }&=a_{\nu }.\end{aligned}}}

## 시공간 기울기
시공간 기울기는 유클리드 공간의 기울기와 마찬가지로 방향 미분 관계가 충족되도록 정의된다.
{\displaystyle a\cdot \nabla F(x)=\lim _{\tau \rightarrow 0}{\frac {F(x+a\tau )-F(x)}{\tau }}.}
이를 위해서는 기울기의 정의가 다음과 같아야 한다.
{\displaystyle \nabla =\gamma ^{\mu }{\frac {\partial }{\partial x^{\mu }}}=\gamma ^{\mu }\partial _{\mu }.}
여기서 {\displaystyle x=ct\gamma _{0}+x^{k}\gamma _{k}} 이고,
{\displaystyle \partial _{0}={\frac {1}{c}}{\frac {\partial }{\partial t}},\quad \partial _{k}={\frac {\partial }{\partial {x^{k}}}}}.

## 시공간 분할
시공간 대수에서 시공간 분할은 다음 두 가지 작업을 통해 선택한 기준 틀을 사용하여 4차원 공간에서 (3+1)차원 공간으로 가는 사영이다:
- 선택한 시간 축의 붕괴로 쌍벡터에 걸쳐 있는 3D 공간 생성
- 4D 공간을 선택한 시간 축에 투영하여 스칼라의 1D 공간을 생성한다.[3]

이것은 시간꼴 기저 벡터 {\displaystyle \gamma _{0}}에 의한 사전 또는 사후 곱셈에 의해 달성된다. 이는 4개의 벡터를 스칼라 시간꼴 및 쌍벡터 공간꼴 구성원소로 분할하는 역할을 한다. {\displaystyle x=x^{\mu }\gamma _{\mu }}에 대해,
{\displaystyle {\begin{aligned}x\gamma _{0}&=x^{0}+x^{k}\gamma _{k}\gamma _{0}\\\gamma _{0}x&=x^{0}-x^{k}\gamma _{k}\gamma _{0}\end{aligned}}}
이다. 이러한 쌍벡터 {\displaystyle \gamma _{k}\gamma _{0}}들은 공간적 기저 역할을 한다. 파울리 행렬 표기법을 사용하여 {\displaystyle \sigma _{k}=\gamma _{k}\gamma _{0}}과 같이 적을 수 있다. 시공간 대수의 공간 벡터는 굵은 글씨체로 표시된다. 그러면, {\displaystyle \gamma _{0}}-시공간 분할 {\displaystyle x\gamma _{0}}과 그 반대 {\displaystyle \gamma _{0}x}는 다음과 같다:
{\displaystyle {\begin{aligned}x\gamma _{0}&=x^{0}+x^{k}\sigma _{k}=x^{0}+\mathbf {x} \\\gamma _{0}x&=x^{0}-x^{k}\sigma _{k}=x^{0}-\mathbf {x} \end{aligned}}}
여기서 {\displaystyle \mathbf {x} =x^{k}\sigma _{k}}이다.

## 다중 벡터 나눗셈
시공간 대수는 멱등원 {\displaystyle {\tfrac {1}{2}}(1\pm \gamma _{0}\gamma _{i})}과 0이 아닌 영인자들: {\displaystyle 1+\gamma _{0}\gamma _{i},1-\gamma _{0}\gamma _{i}}을 포함하기 때문에 나눗셈 대수가 아니다. 이들은 각각 빛원뿔로의 사영 및 이러한 사영에 대한 직교성 관계로 해석될 수 있다. 그러나 어떤 경우에는 하나의 다중 벡터 양을 다른 양으로 나누고 그 결과를 이해하는 것이 가능하다.

## 비상대론적 물리학의 시공간 대수 설명

### 비상대론적 양자역학
시공간 대수는 행렬 이론 대신 실수적 이론의 관점에서 파울리 입자의 설명을 허용한다. 파울리 입자의 행렬 이론 설명은 다음과 같다.
{\displaystyle i\hbar \,\partial _{t}\Psi =H_{S}\Psi -{\frac {e\hbar }{2mc}}\,{\hat {\sigma }}\cdot \mathbf {B} \Psi ,}
여기서 {\displaystyle \Psi }는 스피너이다, {\displaystyle i}는 기하학적 해석이 없는 허수 단위, {\displaystyle {\hat {\sigma }}_{i}}들은 파울리 행렬이다('hat' 표기법은 {\displaystyle {\hat {\sigma }}}가 행렬 연산자이며 기하 대수학의 원소가 아님을 나타낸다.) {\displaystyle H_{S}}는 슈뢰딩거 해밀토니안이다. 시공간 대수에서 파울리 입자는 실 파울리-슈뢰딩거 방정식으로 설명된다.
{\displaystyle \partial _{t}\psi \,i\sigma _{3}\,\hbar =H_{S}\psi -{\frac {e\hbar }{2mc}}\,\mathbf {B} \psi \sigma _{3},}
지금 여기서 {\displaystyle i}는 단위 유사 스칼라 {\displaystyle i=\sigma _{1}\sigma _{2}\sigma _{3}}이며, {\displaystyle \sigma _{3}}와 짝수 다중 벡터 {\displaystyle \psi }는 기하 대수의 원소이며, {\displaystyle H_{S}}는 다시 슈뢰딩거 해밀토니안이다. 헤스테네스는 자기장을 포함하는 항을 빼면 이 이론이 슈뢰딩거 이론으로 환원된다는 점을 강조하기 위해 이를 실 파울리-슈뢰딩거 이론이라고 부른다.

## 상대론적 물리학의 시공간 대수 설명

### 상대론적 양자역학
상대론적 양자 파동함수는 때때로 스피너 장
{\displaystyle \psi =e^{{\frac {1}{2}}(\mu +\beta i+\phi )}}
으로 표현된다. 여기서 {\displaystyle \phi }는 쌍벡터이고
{\displaystyle \psi =R(\rho e^{i\beta })^{\frac {1}{2}}.}
데이비드 헤스테네스의 미분에 따르면, {\displaystyle \psi =\psi (x)}는 시공간에서 짝수 다중 벡터 값 함수이며, {\displaystyle R=R(x)}는 유니모듈러 스피너(또는 "회전자")이고, {\displaystyle \rho =\rho (x)}와{\displaystyle \beta =\beta (x)}는 스칼라 값 함수이다.
이 방정식은 스핀을 허수 유사 스칼라와 연결하는 것으로 해석된다. {\displaystyle R}은 {\displaystyle \gamma _{\mu }} 벡터들의 틀에서 {\displaystyle e_{\mu }} 벡터들의 다른 틀으로 {\displaystyle e_{\mu }=R\gamma _{\mu }{\tilde {R}}} 작용에 의한 로런츠 회전으로 여겨진다. 여기서 물결 기호는 반전을 나타낸다(반대는 종종 단검 기호로도 표시된다. 기하적 대수의 회전 참조).
이것은 국소적으로 변화하는 벡터 및 스칼라 값 관찰 가능 항목에 대한 틀을 제공하고 원래 슈뢰딩거가 제안한 양자 역학의 치터베베궁 해석을 지원하도록 확장되었다.
헤스테네스는 자신의 {\displaystyle \psi }에 대한 표현을 경로 적분 공식에서 이에 대한 파인만의 표현과 비교했다:
{\displaystyle \psi =e^{i\Phi _{\lambda }/\hbar }}
여기서 {\displaystyle \Phi _{\lambda }}는 {\displaystyle \lambda }-경로에 대한 고전적인 작용이다.
시공간 대수는 행렬 이론 대신 실수 이론의 관점에서 디랙 입자를 설명할 수 있게 한다. 디랙 입자의 행렬 이론 설명은 다음과 같다.
{\displaystyle {\hat {\gamma }}^{\mu }(\mathbf {j} \partial _{\mu }-e\mathbf {A} _{\mu })|\psi \rangle =m|\psi \rangle }
여기서 {\displaystyle {\hat {\gamma }}}는 디랙 행렬이다. 시공간 대수에서 디랙 입자는 다음 방정식으로 설명된다.
{\displaystyle \nabla \psi \,i\sigma _{3}-\mathbf {A} \psi =m\psi \gamma _{0}}
여기서, {\displaystyle \psi }와 {\displaystyle \sigma _{3}}는 기하 대수의 원소이며, {\displaystyle \nabla =\gamma ^{\mu }\partial _{\mu }}는 시공간 벡터 도함수이다.

### 일반 상대성 이론의 새로운 공식화
케임브리지 대학의 라센바이, 도란 및 굴은 게이지 이론 중력 (GTG)이라고 하는 중력의 새로운 공식을 제안했다. 여기서 시공간 대수는 민코프스키 공간에 곡률을 유도하는 동시에 "사건을 시공간으로 임의로 매끄럽게 다시 사상"하는 게이지 대칭을 데 사용된다."
{\displaystyle {\frac {d}{d\tau }}R={\frac {1}{2}}(\Omega -\omega )R}
및 공변 도함수
{\displaystyle D_{\tau }=\partial _{\tau }+{\frac {1}{2}}\omega ,}
여기서 {\displaystyle \omega }는 중력 퍼텐셜과 관련된 접속이며, {\displaystyle \Omega }는 전자기장과 같은 외부 상호 작용이다.
이 이론은 슈바르츠실트 해의 형태가 특이점에서 분해되지 않기 때문에 블랙홀 처리에 대한 몇 가지 가능성을 보여준다. 일반 상대성이론의 결과는 대부분 수학적으로 재현되었으며, 고전 전자기학의 상대론적 공식화는 양자역학 및 디랙 방정식으로 확장되었다.

## 같이 보기
- 기하적 대수학
- 디랙 대수학
- 디랙 방정식
- 일반 상대성 이론

## 참조
- Lasenby, A.; Doran, C.; Gull, S. (1998), “Gravity, gauge theories and geometric algebra”, 《Phil. Trans. R. Soc. Lond. A》 356 (1737): 487–582, arXiv:gr-qc/0405033, Bibcode:1998RSPTA.356..487L, doi:10.1098/rsta.1998.0178, S2CID 119389813
- Doran, Chris; Lasenby, Anthony (2003), 《Geometric Algebra for Physicists》, Cambridge University Press, ISBN 978-0-521-48022-2
- Hestenes, David (2015) [1966], 《Space–Time Algebra》 2판, Birkhäuser, ISBN 9783319184135
- Hestenes, David; Sobczyk (1984), 《Clifford Algebra to Geometric Calculus》, Springer Verlag, ISBN 978-90-277-1673-6
- Hestenes, David (1973), “Local observables in the Dirac theory”, 《Journal of Mathematical Physics》 14 (7): 893–905, Bibcode:1973JMP....14..893H, CiteSeerX 10.1.1.412.7214, doi:10.1063/1.1666413
- Hestenes, David (1967), “Real Spinor Fields”, 《Journal of Mathematical Physics》 8 (4): 798–808, Bibcode:1967JMP.....8..798H, doi:10.1063/1.1705279

1. 1 2  Lasenby, A.N.; Doran, C.J.L. (2002). 〈Geometric algebra, Dirac wavefunctions and black holes〉.   Bergmann, P.G.; De Sabbata, Venzo. 《Advances in the interplay between quantum and gravity physics》. Springer. 256-283, See p. 257쪽. ISBN 978-1-4020-0593-0.
2. ↑  Lasenby & Doran 2002, 259쪽
3. ↑  Arthur, John W. (2011). 《Understanding Geometric Algebra for Electromagnetic Theory》. IEEE Press Series on Electromagnetic Wave Theory. Wiley. 180쪽. ISBN 978-0-470-94163-8.
4. 1 2  See eqs. (75) and (81) in: Hestenes & Oersted Medal Lecture 2002
5. 1 2 3  See eq. (3.1) and similarly eq. (4.1), and subsequent pages, in: Hestenes, D. (2012) [1990]. 〈On decoupling probability from kinematics in quantum mechanics〉.   Fougère, P.F. 《Maximum Entropy and Bayesian Methods》. Springer. 161–183쪽. ISBN 978-94-009-0683-9. (PDF 보관됨 2022-10-29 - 웨이백 머신)
6. ↑  See also eq. (5.13) of Gull, S.; Lasenby, A.; Doran, C. (1993). “Imaginary numbers are not real – the geometric algebra of spacetime” (PDF). 2022년 10월 24일에 원본 문서 (PDF)에서 보존된 문서. 2023년 1월 4일에 확인함.
7. 1 2  See eq. (205) in Hestenes, D. (June 2003). “Spacetime physics with geometric algebra” (PDF). 《American Journal of Physics》 71 (6): 691–714. Bibcode:2003AmJPh..71..691H. doi:10.1119/1.1571836. 2023년 1월 4일에 원본 문서 (PDF)에서 보존된 문서. 2023년 1월 4일에 확인함.
8. ↑  Hestenes, David (2003). “Oersted Medal Lecture 2002: Reforming the mathematical language of physics” (PDF). 《American Journal of Physics》 71 (2): 104. Bibcode:2003AmJPh..71..104H. doi:10.1119/1.1522700. 2023년 1월 4일에 원본 문서 (PDF)에서 보존된 문서. 2023년 1월 4일에 확인함.
9. 1 2  See eqs. (3.43) and (3.44) in: Doran, Chris; Lasenby, Anthony; Gull, Stephen; Somaroo, Shyamal; Challinor, Anthony (1996).  Hawkes, Peter W., 편집. 《Spacetime algebra and electron physics》. Advances in Imaging and Electron Physics 95. Academic Press. 272–386, 292쪽. ISBN 0-12-014737-8.